# جنگوی زنجیرگسسته
جَنگوی زنجیرگسسته یا جنگوی آزاد شده یا جنگوی رها از بند (به انگلیسی: Django Unchained) یک فیلم وسترن آمریکایی به نویسندگی و کارگردانی کوئنتین تارانتینو است.بازیگران اصلی این فیلم، جیمی فاکس، کریستف والتس، لئوناردو دی‌کاپریو، کری واشینگتن و ساموئل ال. جکسون هستند. نخستین اکران این فیلم در ۱۱ دسامبر ۲۰۱۲، در نیویورک بود و سپس از تاریخ ۲۵ دسامبر ۲۰۱۲ در ایالات متحده به نمایش درآمد. این فیلم برنده ۲ جایزه اسکار و گلدن گلوب بهترین بازیگر نقش مکمل مرد و بهترین فیلمنامه شده است.

## موضوع
دکتر «کینگ شولتز» که یک شکارچی جایزه‌بگیر است، برده‌ای سیاه پوست به نام «جنگو» را می خرد تا به او در به دام انداختن سه برادر خلافکار کمک کند ، پس از کشتن آن خلافکاران دکتر «کینگ شولتز» به جنگو کمک می‌کند تا همسرش را که در چنگ یک مزرعه دار ثروتمند و بی رحم بنام «کلوین کندی» است را نجات دهد…

## داستان
در تگزاس سال ۱۸۵۸، چند بردهٔ مرد آفریقایی‌تبار در زنجیر، به‌دست برادران اسپک، ایس و دیکی، رانده می‌شوند. در میان این بردگان، جنگو نیز حضور دارد که پیش‌تر فروخته شده و از همسرش، برومهیلدا، جدا شده است. برادران اسپک در راه با دکتر کینگ شولتز، دندان‌پزشک سابق آلمانی و شکارچی جایزه‌بگیر از دوسلدورف روبه‌رو می‌شوند. شولتز می‌خواهد یکی از بردگان را بخرد. او از جنگو دربارهٔ شناختش از برادران بریتل می‌پرسد، کسانی که شولتز برایشان حکم بازداشت دارد. این موضوع ایس را خشمگین می‌کند و اسلحه‌اش را به سمت شولتز نشانه می‌گیرد. شولتز بلافاصله او را می‌کشد و دیکی را به دست بردگان آزادشده می‌سپارد، که او را می‌کشند. چون جنگو می‌تواند برادران بریتل را شناسایی کند، شولتز به او وعدهٔ آزادی می‌دهد در برابر کمک برای یافتن آن‌ها. پس از اعدام برادران بریتل، جنگو با شولتز همراه می‌شود و در طول زمستان شاگرد او می‌شود. شولتز متوجه استعداد ذاتی جنگو در تیراندازی می‌شود و برای نخستین بار که به کسی آزادی بخشیده، احساس مسئولیت می‌کند و تصمیم می‌گیرد به او در یافتن و نجات برومهیلدا کمک کند.
جنگو که اکنون آموزش کامل دیده، نخستین جایزه‌اش را می‌گیرد و اعلان تحت تعقیب را به‌عنوان یادگار خوش‌یمن نزد خود نگه می‌دارد. در می‌سی‌سی‌پی، شولتز می‌فهمد که صاحب برومهیلدا، کالوین کندی است؛ مالک جذاب اما بی‌رحم مزرعهٔ «کندیلند» که در آن، بردگان را وادار می‌کنند در مسابقاتی مرگبار به نام «ماندینگو» با هم بجنگند. شولتز که گمان می‌برد کندی مستقیماً برومهیلدا را نخواهد فروخت، نقشه‌ای می‌چیند: وانمود کنند که به خرید یکی از جنگجویان محبوب کندی علاقه‌مندند و در کنارش، برومهیلدا را هم با مبلغی معقول بخرند و پیش از تکمیل معامله فرار کنند. شولتز و جنگو در باشگاه آقایان در گرین‌ویل، می‌سی‌سی‌پی با کندی دیدار می‌کنند و پیشنهاد خود را مطرح می‌کنند. حرص و طمع کندی تحریک می‌شود و آن‌ها را به کندیلند دعوت می‌کند. پس از آگاه‌سازی پنهانی برومهیلدا از نقشه، شولتز وانمود می‌کند که مجذوب برومهیلدای آلمانی‌زبان شده و پس از معاملهٔ بردهٔ مبارز، پیشنهاد خرید او را می‌دهد.
در حین شام، استیون، بردهٔ وفادار و سالخوردهٔ خانه، مشکوک می‌شود. او پی می‌برد که جنگو و برومهیلدا یکدیگر را می‌شناسند و فروش بردهٔ مبارز صرفاً انحرافی است. استیون این موضوع را به کندی اطلاع می‌دهد و در خلوت، از طمع او انتقاد می‌کند. کندی از فریب خوردن توسط یک مرد سیاه‌پوست تحقیر شده، اما خشم خود را مهار می‌کند و با استفاده از جمجمه‌شناسی به‌طرزی نمایشی، برتری نژاد سفید و فرودستی نژاد سیاه را توجیه می‌کند. یکی از محافظان کندی ناگهان با اسلحه وارد اتاق می‌شود و او تهدید می‌کند که اگر شولتز پول کامل را نپردازد، برومهیلدا را خواهد کشت. سپس شولتز را وامی‌دارد که برای نهایی کردن معامله، با او دست بدهد. اما شولتز با تپانچهٔ درینجر پنهانی‌اش، کندی را می‌کشد و بلافاصله توسط یکی از افراد کندی کشته می‌شود. جنگو اسلحه‌ای به‌دست می‌آورد و پس از تیراندازی، وقتی که برومهیلدا به گروگان گرفته می‌شود، مجبور به تسلیم می‌شود.
صبح روز بعد، استیون به جنگو می‌گوید که به معدنی فرستاده خواهد شد تا تا پایان عمر در آن کار کند. در مسیر، جنگو با نشان دادن اعلان جایزهٔ نخستین شکارش، نگهبانان ساده‌دل استرالیایی را متقاعد می‌کند که او نیز شکارچی جایزه است و در کندیلند، چند تبهکار تحت تعقیب پنهان شده‌اند. او وعده می‌دهد که بیشتر پول جایزه به آن‌ها برسد. نگهبانان او را آزاد می‌کنند و تپانچه‌ای به او می‌دهند، اما جنگو آن‌ها را می‌کشد، اسب‌شان را می‌دزدد و به‌سوی کندیلند بازمی‌گردد.
جنگو به مزرعه بازمی‌گردد و باقی افراد کندی را می‌کشد. او مدارک آزادی برومهیلدا را از جیب شولتز برمی‌دارد و او را از کلبه‌ای در همان نزدیکی آزاد می‌کند. هنگامی که عزاداران کندی از مراسم خاکسپاری بازمی‌گردند، جنگو باقی محافظان و خواهر کندی، لارا را می‌کشد، دو خدمت‌کار خانه را آزاد می‌کند و زانوی استیون را نشانه می‌گیرد. سپس دینامیت‌هایی را که در سراسر عمارت کار گذاشته منفجر می‌کند. او و برومهیلدا از دور نظاره‌گر انفجار عمارت و مرگ استیون هستند و با هم می‌گریزند.

## جوایز و افتخارات

### جوایز اسکار
- برنده جایزه اسکار بهترین بازیگر نقش مکمل مرد (کریستف والتس)
- برنده جایزه اسکار بهترین فیلمنامه (کوئنتین تارانتینو)
- نامزد جایزه اسکار بهترین فیلم
- نامزد اسکار بهترین فیلمبرداری
- نامزد اسکار بهترین تدوین صدا[۳]

### جوایز گلدن گلوب
- برنده جایزه بهترین بازیگر نقش مکمل مرد (کریستف والتس)
- برنده جایزه بهترین فیلمنامه (کوئنتین تارانتینو)
- نامزد جایزه بهترین فیلم
- نامزد جایزه بهترین بهترین کارگردانی (کوئنتین تارانتینو)
- نامزد جایزه بهترین بازیگر نقش مکمل مرد (لئوناردو دی‌کاپریو)